# Hedemora (Gemeinde)
Koordinaten: 60° 17′ N, 15° 59′ O

Hedemora ist eine Gemeinde (schwedisch kommun) in der schwedischen Provinz Dalarnas län und der historischen Provinz Dalarna. Der Hauptort der Gemeinde ist Hedemora.

## Orte
Diese Orte sind Ortschaften (tätorter):
- Garpenberg
- Hedemora
- Husby
- Långshyttan
- Västerby
- Vikmanshyttan

## Partnerstädte
- Bauska, Lettland
- Ishozi-Ishunju-Gera, Tansania
- Nord-Fron, Norwegen
- Nysted, Dänemark
- Veckelax, Finnland

## Sport
Auf dem Gebiet der Gemeinde befindet sich die ehemalige Rennstrecke Hedemora TT Circuit, auf der unter anderem der Große Preis von Schweden für Motorräder ausgetragen wurde.